# دمیترو پروویچ
دمیترو پروویچ (انگلیسی: Dmytro Pronevych؛ زادهٔ ۱۹ نوامبر ۱۹۸۴) بازیکن فوتبال اهل اوکراین است.
از باشگاه‌هایی که در آن بازی کرده‌است می‌توان به باشگاه فوتبال سمپدوریا و باشگاه فوتبال پاتریک تیسل اشاره کرد.
وی همچنین در تیم ملی فوتبال Ukraine (students) بازی کرده‌است.